# Casa Bianca
La Casa Bianca (in inglese: White House) è la residenza ufficiale del presidente degli Stati Uniti e sede della presidenza stessa. Si trova al numero 1600 di Pennsylvania Avenue a Washington ed è stata la residenza di ogni presidente degli Stati Uniti da John Adams in poi. Il termine "Casa Bianca" è spesso usato per metonimia per riferirsi agli uffici del presidente e dei suoi consiglieri.
Insieme alla Blair House, adibita a ospitare le delegazioni in visita di stato, e al Number One Observatory Circle, dove risiede il vicepresidente degli Stati Uniti, la Casa Bianca è una delle tre residenze più importanti della capitale.

## Storia

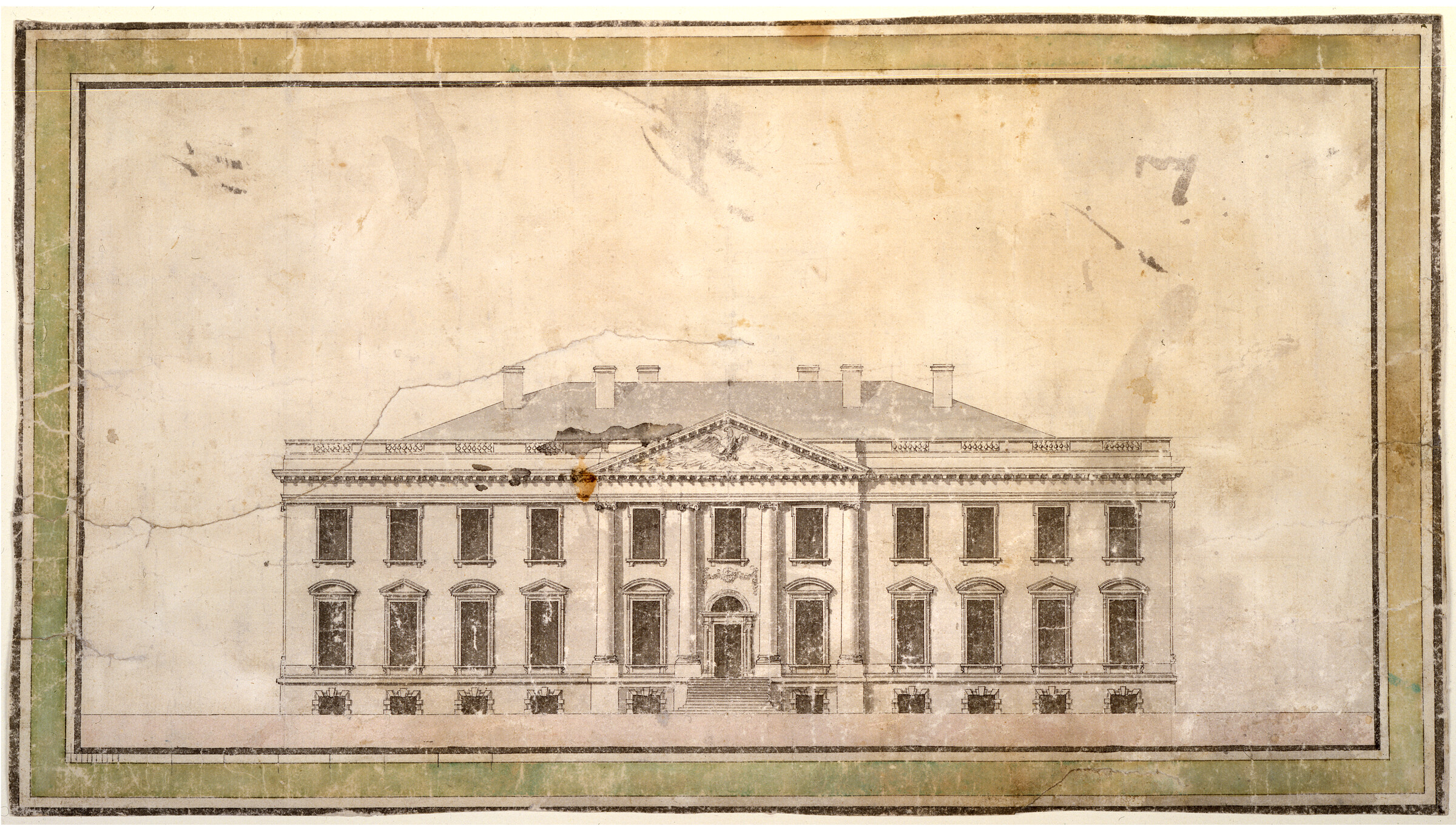
Il progetto di Hoban del 1793, lato nord

Il francese Pierre L'Enfant progettò la città di Washington DC come una grande scacchiera, il cui fulcro era l'Executive Mansion, l'attuale Casa Bianca, collegata con un viale di 1200 metri alla sede del Congresso, il Campidoglio. Entrambe le costruzioni furono abbozzate dal francese, che però venne rimosso dall'incarico. Vincitore del concorso che venne subito bandito fu James Hoban, che progettò una sontuosa villa il cui tema principale era la forma ovale dei due saloni e un ordinato stile neoclassico, di ispirazione inglese.
All'epoca venne giudicata enorme (Thomas Jefferson, che sarà in seguito il suo secondo inquilino, la criticò così: "[...] non è necessaria una casa grande abbastanza per due Imperatori, un Papa e un Dalai Lama") e nonostante i costi più alti del previsto, la costruzione fu comunque realizzata, seppur privata dei portici e del terzo piano.

### Primi utilizzi
George Washington morì durante il completamento del tetto e la casa venne inaugurata nel 1800 da John Adams. Sabato 1 novembre 1800, John Adams divenne il primo presidente a risiedere nell'edificio. Il giorno dopo scrisse a sua moglie Abigail: "Prego il cielo di conferire le migliori benedizioni a questa casa e tutto ciò che in seguito la abiterà. Possano solo uomini onesti e saggi governare sotto questo tetto". Franklin D. Roosevelt aveva la benedizione di Adams scolpita nella mensola del camino nella Sala da pranzo. Adams visse nella casa solo per un breve periodo prima che Thomas Jefferson si trasferisse nella "piacevole residenza di campagna" nel 1801. Nonostante le sue lamentele, la casa era troppo grande ("abbastanza grande per due imperatori, un Papa e un Dalai Lama"), Jefferson ha considerato di ampliare la Casa Bianca. Con Benjamin Henry Latrobe, ha contribuito a delineare il design per il Colonnato Est e Ovest, piccole ali che aiutano a nascondere le operazioni domestiche di lavanderia, una stalla e un deposito. Oggi, i colonnati di Jefferson collegano la residenza con le ali est e ovest.
Quando venne eletto Jefferson, nel novembre del 1800, fu proprio lui, dopo l'insediamento nel 1801, a richiedere ulteriori ingrandimenti e abbellimenti, come i porticati agli ingressi Nord e Sud e le ali Est ed Ovest, oltre a serre e gabbie per orsi bianchi, doni di esploratori, tutti progettati dall'americano Benjamin Latrobe. Sempre nel periodo del suo mandato furono anche arredati gli appartamenti con mobili francesi.
Tutto fu di breve durata perché nel 1814, durante la guerra anglo-americana, l'Executive Mansion venne data alle fiamme dalle truppe inglesi. L'incendio risparmiò solamente le pareti esterne, anche quelle malandate.

### Incendio del 1814 e ricostruzione
Nel 1814, durante la guerra anglo-americana, la Casa Bianca fu incendiata dalle truppe britanniche durante l'incendio di Washington, come rappresaglia per l'incendio di Port Dover e di altre città dell'Alto Canada; gran parte di Washington è stata colpita anche da questi incendi. Rimanevano solo le pareti esterne, che dovevano essere abbattute e in gran parte ricostruite a causa dell'indebolimento del fuoco e della successiva esposizione agli elementi, ad eccezione delle porzioni della parete sud. Dei numerosi oggetti presi dalla Casa Bianca quando fu saccheggiata dalle truppe britanniche, solo due sono stati recuperati. Dipendenti e schiavi hanno salvato un dipinto di George Washington, e nel 1939, un canadese restituì una scatola di gioielli al presidente Franklin D. Roosevelt, sostenendo che suo nonno l'aveva presa da Washington. Alcuni osservatori affermano che la maggior parte di queste spoglie vennero perse quando un convoglio di navi britanniche guidate da HMS Fantome affondò in rotta per Halifax.
Dopo l'incendio, il presidente James Madison risiedette nella casa dell'Ottagono dal 1814 al 1815, e poi nei Sette edifici dal 1815 alla fine del suo mandato. Nel frattempo, sia l'architetto Benjamin Henry Latrobe che Hoban contribuirono alla progettazione e alla supervisione della ricostruzione, che durò dal 1815 al 1817. Il portico sud fu costruito nel 1824 durante l'amministrazione James Monroe; il portico nord fu costruito sei anni dopo. Sebbene Latrobe abbia proposto portici simili prima dell'incendio del 1814, entrambi i portici furono costruiti come progettato da Hoban.
Venne richiamato Hoban, che restaurò sommariamente la Casa Bianca, termine che stava diventando di uso comune, giusto in tempo per venire letteralmente demolita negli interni da migliaia di simpatizzanti del presidente Andrew Jackson nel 1829.

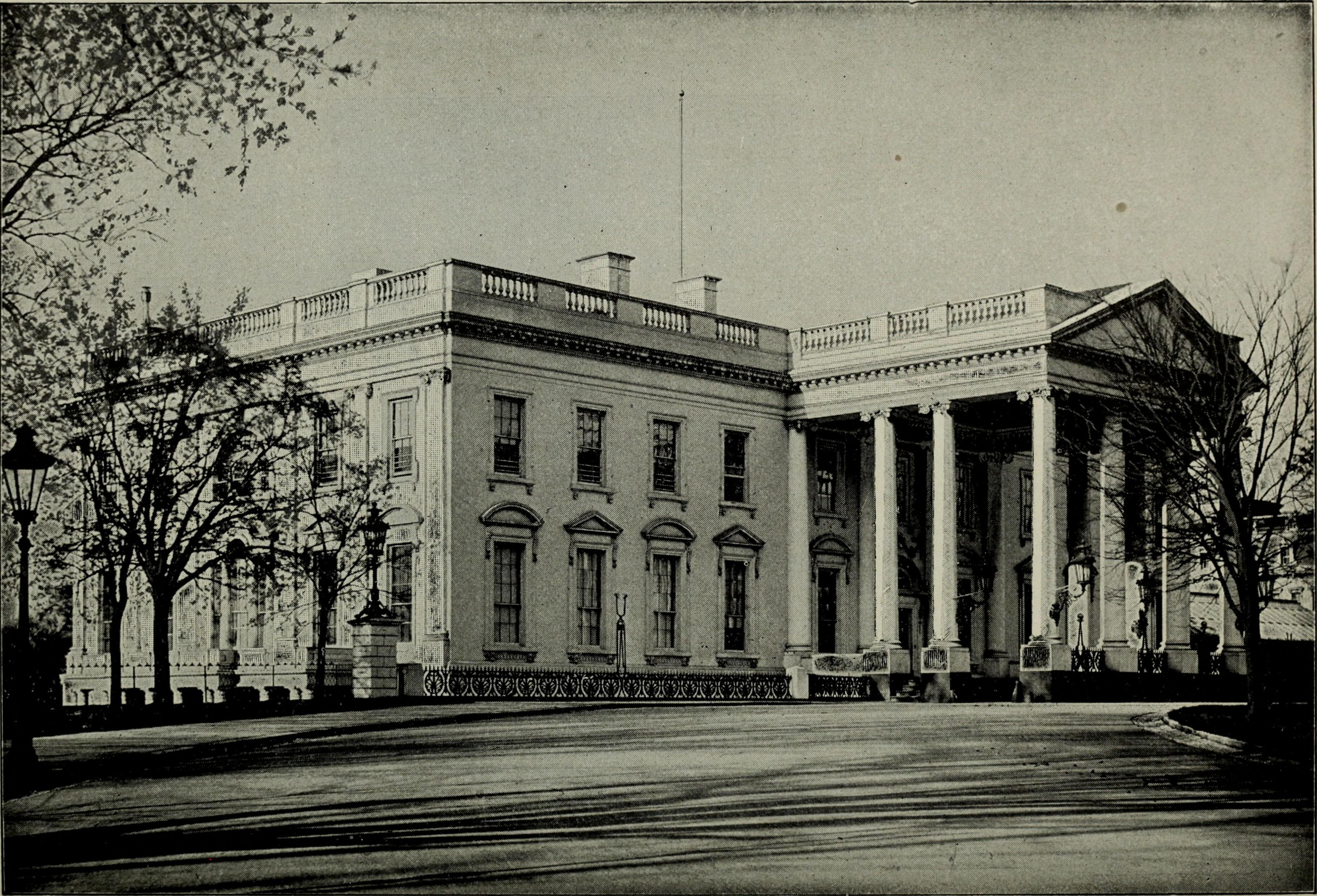
L'edificio nel 1903

Ristrutturata nel corso degli anni, la Casa Bianca vide l'avvicendarsi di presidenti come James Monroe, William Henry Harrison, Abraham Lincoln, Millard Fillmore, la cui moglie iniziò la Biblioteca presidenziale, e infine Chester A. Arthur, che, non volendo mettere piede nella "baracca", ne comandò la totale ristrutturazione che venne continuata anche dai suoi successori.

Nel XX secolo il presidente Franklin Delano Roosevelt commissionò un importante ammodernamento di pavimenti, solette e strutture che migliorò l'abitabilità della famiglia presidenziale. 

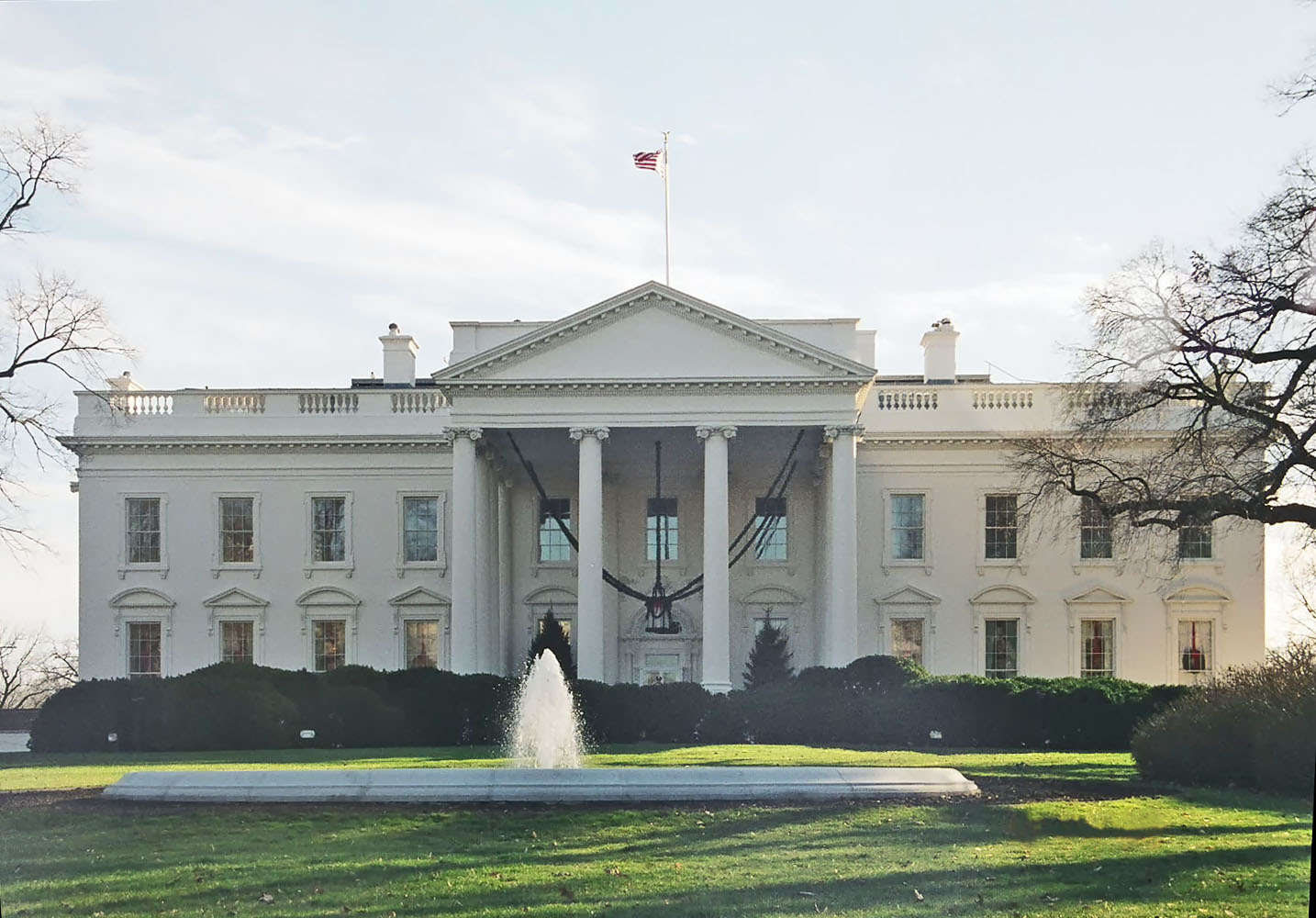
Facciata nord della Casa Bianca

 Tuttavia, dopo l'elezione di Harry S. Truman, nel 1945, la Casa Bianca venne completamente ricostruita, ad eccezione delle mura perimetrali esterne, riportandola ai progetti neoclassici di Latrobe e Hoban. Durante questo periodo l'amministrazione Truman si dovette trasferire a Blair House che fino ad allora era stata utilizzata per ospitare le delegazioni di altri paesi in visita ufficiale. Durante l'amministrazione Eisenhower fu introdotto l'uso del Marine One sui giardini della Casa Bianca. Durante l'amministrazione Kennedy le stanze furono completamente riarredate con nuovi mobili e pezzi d'arte.

### Il restauro di Jacqueline Kennedy

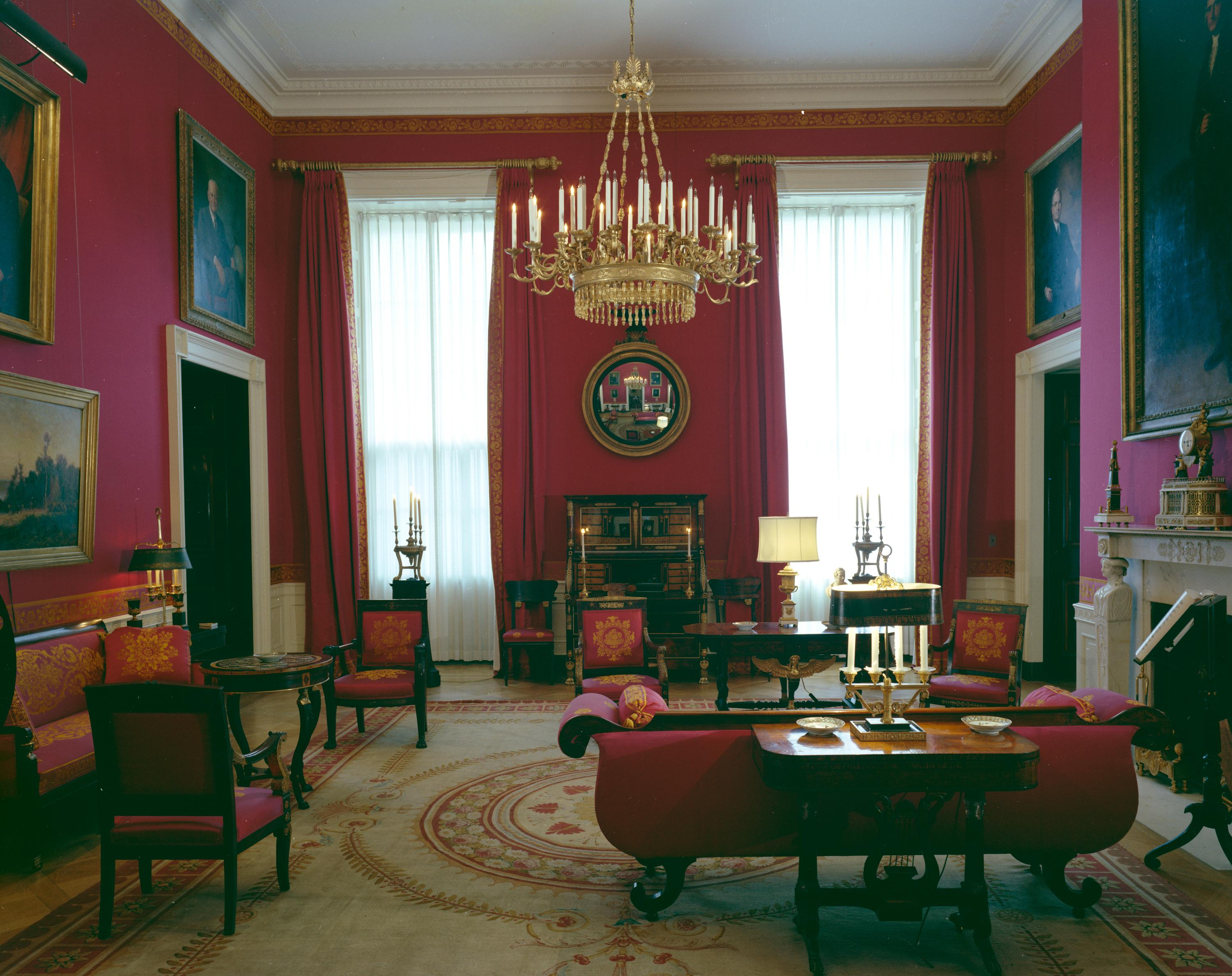
La sala rossa progettata da Stéphane Boudin durante la presidenza di John F. Kennedy

Jacqueline Kennedy, moglie del presidente John F. Kennedy (1960-1963), diresse una ristrutturazione molto ampia e storica della casa. Ha chiesto l'aiuto di Henry Francis du Pont del Museo di Winterthur per collaborare alla raccolta di manufatti per la dimora, molti dei quali erano stati ospitati una volta. Altri oggetti d'antiquariato, raffinati dipinti e miglioramenti del periodo Kennedy furono donati alla Casa Bianca da ricchi filantropi, tra cui la famiglia Crowninshield, Jane Engelhard, Jayne Wrightsman e la famiglia Oppenheimer.
Stéphane Boudin della House of Jansen, una società di interior design di Parigi che era stata riconosciuta in tutto il mondo, è stata impiegata da Jacqueline Kennedy per aiutare con la decorazione. Diversi periodi della prima repubblica e della storia mondiale sono stati scelti come tema per ogni stanza: lo stile federale per la Green Room, l'Impero francese per la Blue Room, l'Impero americano per la Red Room, Luigi XVI per la Yellow Oval Room e vittoriano per lo studio del presidente, ribattezzato Sala del Trattato. Sono stati acquisiti mobili antichi e sono stati prodotti e installati tessuti decorativi e finiture basate su documenti d'epoca. Il restauro Kennedy ha portato a una Casa Bianca più autentica di grande statura, che ha ricordato il gusto francese di Madison e Monroe. Nella sala di accoglienza diplomatica, la signora Kennedy ha installato un'antica carta da parati "Vue de l'Amérique Nord" che Zuber & Cie aveva progettato nel 1834. La carta da parati era stata precedentemente appesa alle pareti di un'altra dimora fino al 1961, quando quella casa era stata demolita per un negozio di alimentari. Poco prima della demolizione, la carta da parati è stata recuperata e venduta alla Casa Bianca.
La prima guida della Casa Bianca è stata prodotta sotto la direzione della curatrice Lorraine Waxman Pearce con la supervisione diretta della signora Kennedy. La vendita della guida ha contribuito a finanziare il restauro.
Kennedy mostrò il suo restauro della Casa Bianca al pubblico in un tour televisivo della casa a San Valentino nel 1962.

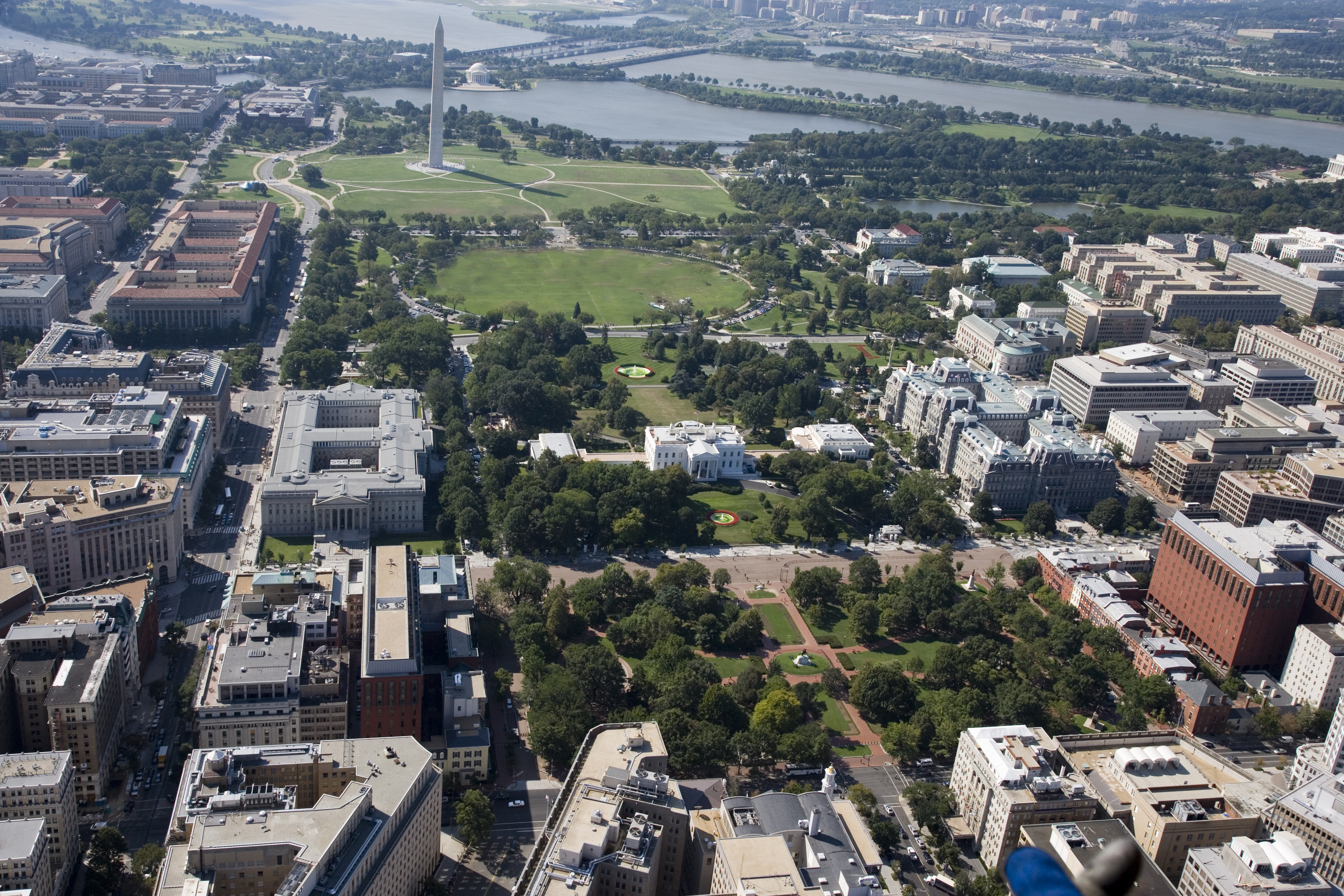
Il complesso e la casa della Casa Bianca, visti da nord con il fiume Potomac, il Jefferson Memorial e il monumento a Washington a sud

Nel settembre 1961 il Congresso emanò una legge che dichiarava la Casa Bianca un museo. Mobili, infissi e arti decorative potevano ora essere dichiarati storici o di interesse artistico dal presidente. Ciò ha impedito loro di essere venduti (come molti oggetti nella villa dei dirigenti erano stati negli ultimi 150 anni). Quando non venivano utilizzati o esposti alla Casa Bianca, questi oggetti dovevano essere consegnati alla Smithsonian Institution per la conservazione, lo studio, lo stoccaggio o l'esposizione. La Casa Bianca si riserva il diritto di restituire questi articoli.
Per rispetto del carattere storico della Casa Bianca, dalla ristrutturazione di Truman non sono state apportate modifiche sostanziali all'architettura della casa. Dopo il restauro di Kennedy, ogni famiglia presidenziale ha apportato alcune modifiche ai quartieri privati della Casa Bianca, ma il Comitato per la conservazione della Casa Bianca deve approvare qualsiasi modifica alle Sale di Stato. Incaricato di mantenere l'integrità storica della Casa Bianca, il comitato del Congresso autorizzato lavora con ciascuna Prima Famiglia - di solito rappresentata dalla first lady, dal curatore della Casa Bianca e dal capo usciere - per attuare le proposte della famiglia di modificare la casa.
Durante l'amministrazione Nixon (1969-1974), la First Lady Pat Nixon ristrutturò la Green Room, la Blue Room e la Red Room, lavorando con Clement Conger, il curatore nominato dal presidente Richard Nixon. Gli sforzi della signora Nixon portarono a casa più di 600 manufatti, la più grande acquisizione da parte di qualsiasi amministrazione. Suo marito ha creato la moderna sala riunioni per la stampa sulla vecchia piscina di Franklin Roosevelt. Nixon ha anche aggiunto una pista da bowling a una corsia al seminterrato della Casa Bianca.
I computer e la prima stampante laser furono aggiunti durante l'amministrazione Carter e l'uso della tecnologia informatica fu ampliato durante l'amministrazione Reagan. Un'innovazione dell'era Carter, una serie di pannelli solari per il riscaldamento dell'acqua montati sul tetto della Casa Bianca, fu rimossa durante la presidenza di Reagan. Le ristrutturazioni furono fatte ai quartieri familiari privati e la manutenzione fu fatta nelle aree pubbliche durante gli anni di Reagan. La casa è stata accreditata come museo nel 1988.

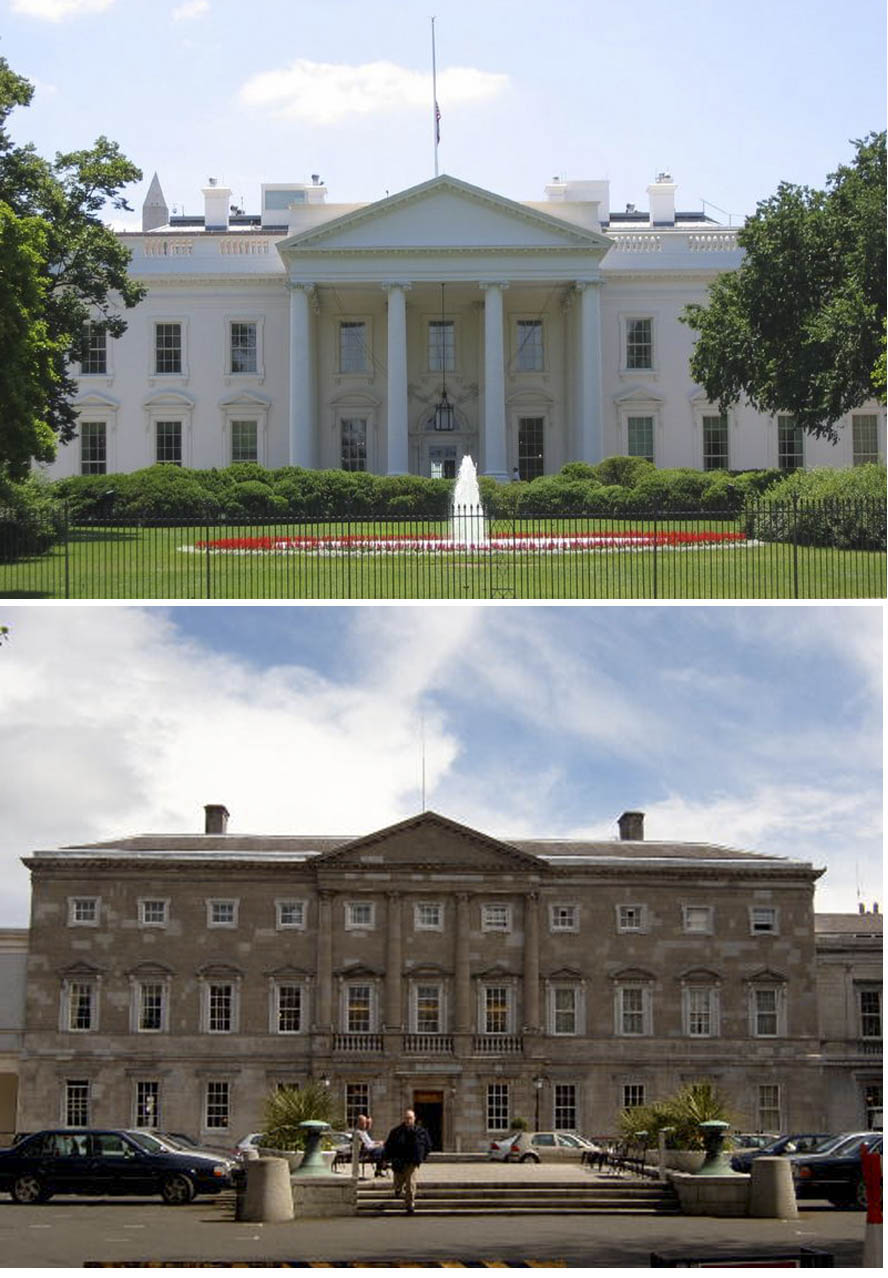
Il portico nord della Casa Bianca rispetto alla Leinster House

### Nel XXI secolo
Nel 2003 l'amministrazione Bush ha reinstallato i riscaldatori solari termici. Queste unità sono utilizzate per riscaldare l'acqua per il personale addetto alla manutenzione del paesaggio e per la piscina presidenziale e la spa. 167 pannelli solari fotovoltaici legati alla griglia sono stati installati contemporaneamente sul tetto dell'impianto di manutenzione. I cambiamenti non sono stati resi pubblici in quanto una portavoce della Casa Bianca ha affermato che i cambiamenti erano una questione interna. La storia è stata ripresa dalle riviste del settore.
Ogni presidente ha a disposizione 100.000 dollari per modificare elementi strutturali della residenza. Inoltre il presidente può arredare le stanze private e i propri uffici a suo piacimento e aggiungere nuovi spazi. Per esempio, il presidente Barack Obama ha fatto costruire un campo da pallacanestro.
Nel 2013 Obama aveva inoltre installato una serie di pannelli solari sul tetto della Casa Bianca, utilizzata per gli alloggi del presidente.

## I primi palazzi presidenziali

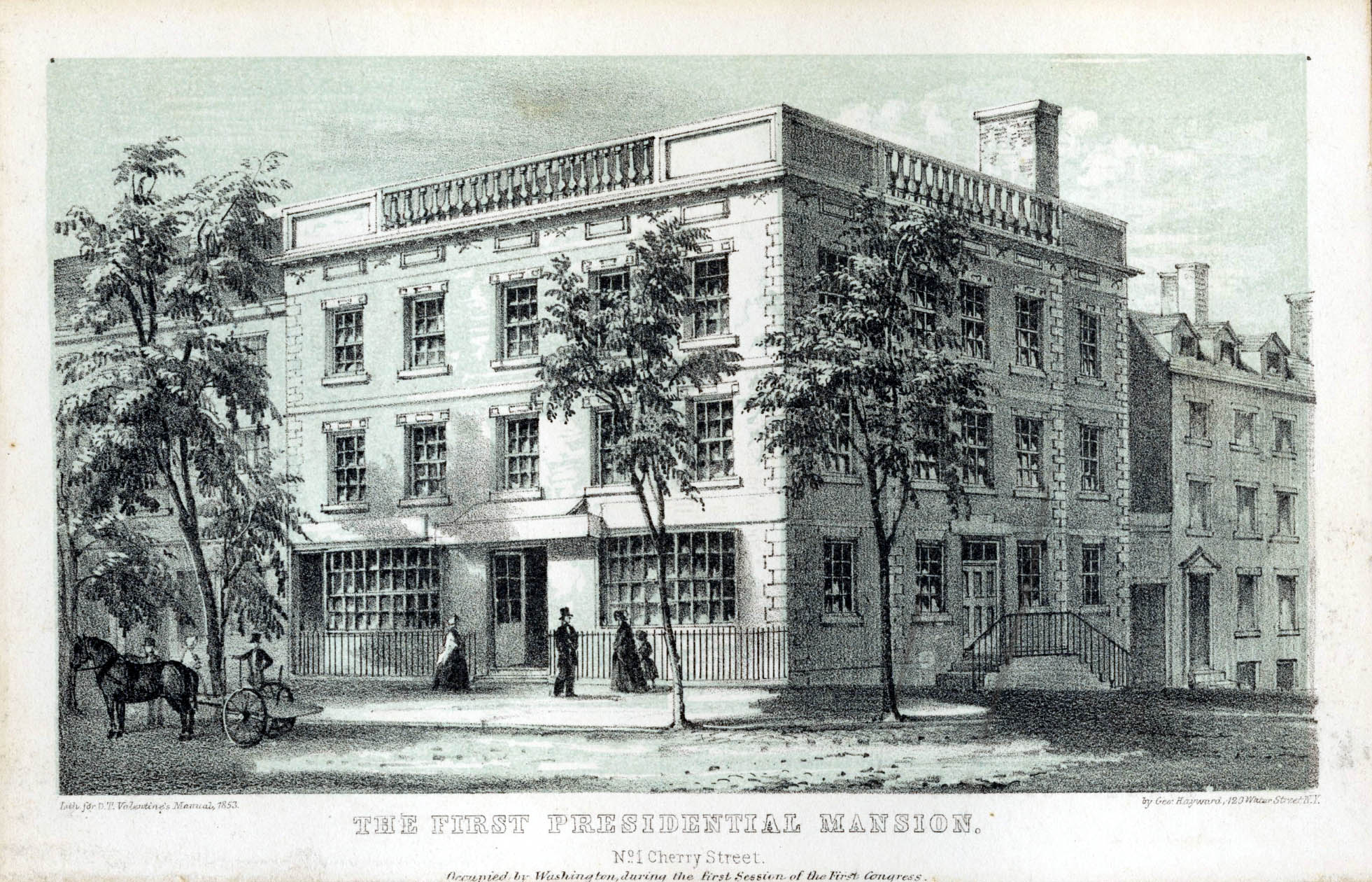
Primo palazzo presidenziale: Samuel Osgood House, Manhattan, New York. Occupato da Washington: aprile 1789 - febbraio 1790.
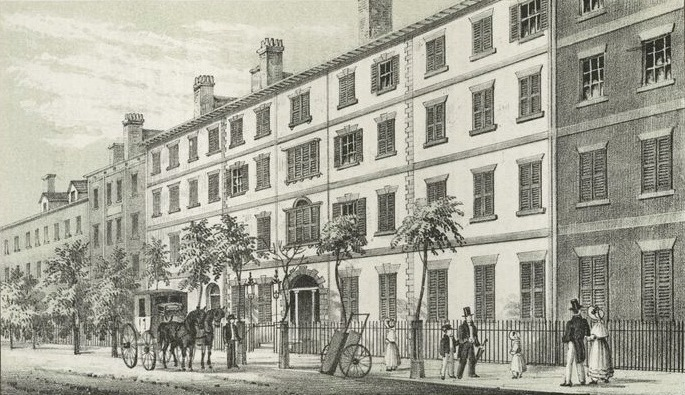
Secondo palazzo presidenziale: Alexander Macomb House, Manhattan, New York. Occupato da Washington: febbraio - agosto 1790.
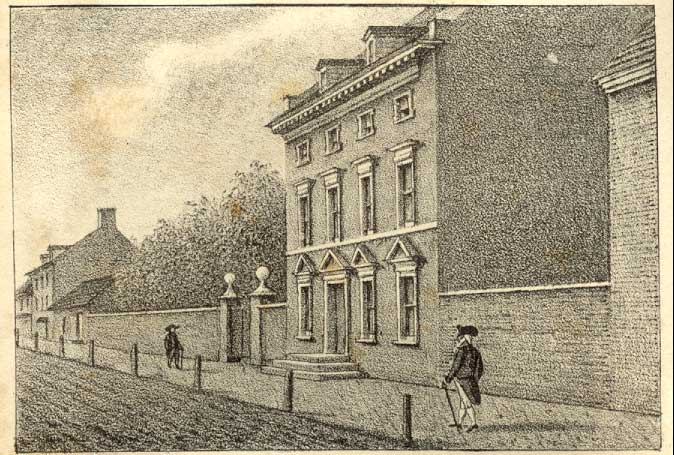
Terzo palazzo presidenziale: President's House, Filadelfia, Pennsylvania. Occupato da Washington: novembre 1790 - marzo 1797. Occupato da Adams: marzo 1797 - maggio 1800.
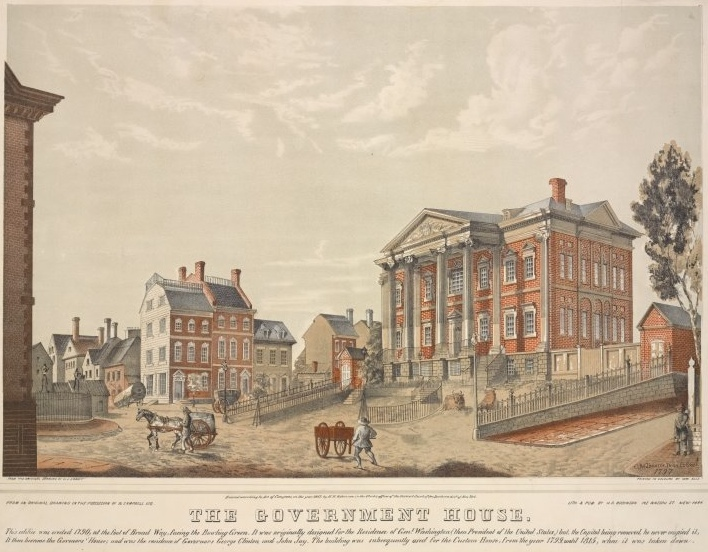
Government House, Manhattan, New York (1790–1791). Costruito per essere la residenza presidenziale permanente, il Congresso trasferì la capitale nazionale a Filadelfia prima del suo completamento.
Casa destinata al presidente, Filadelfia, Pennsylvania (1790). Costruito per essere il palazzo presidenziale permanente, non è stato utilizzato da nessun presidente.

## Architettura

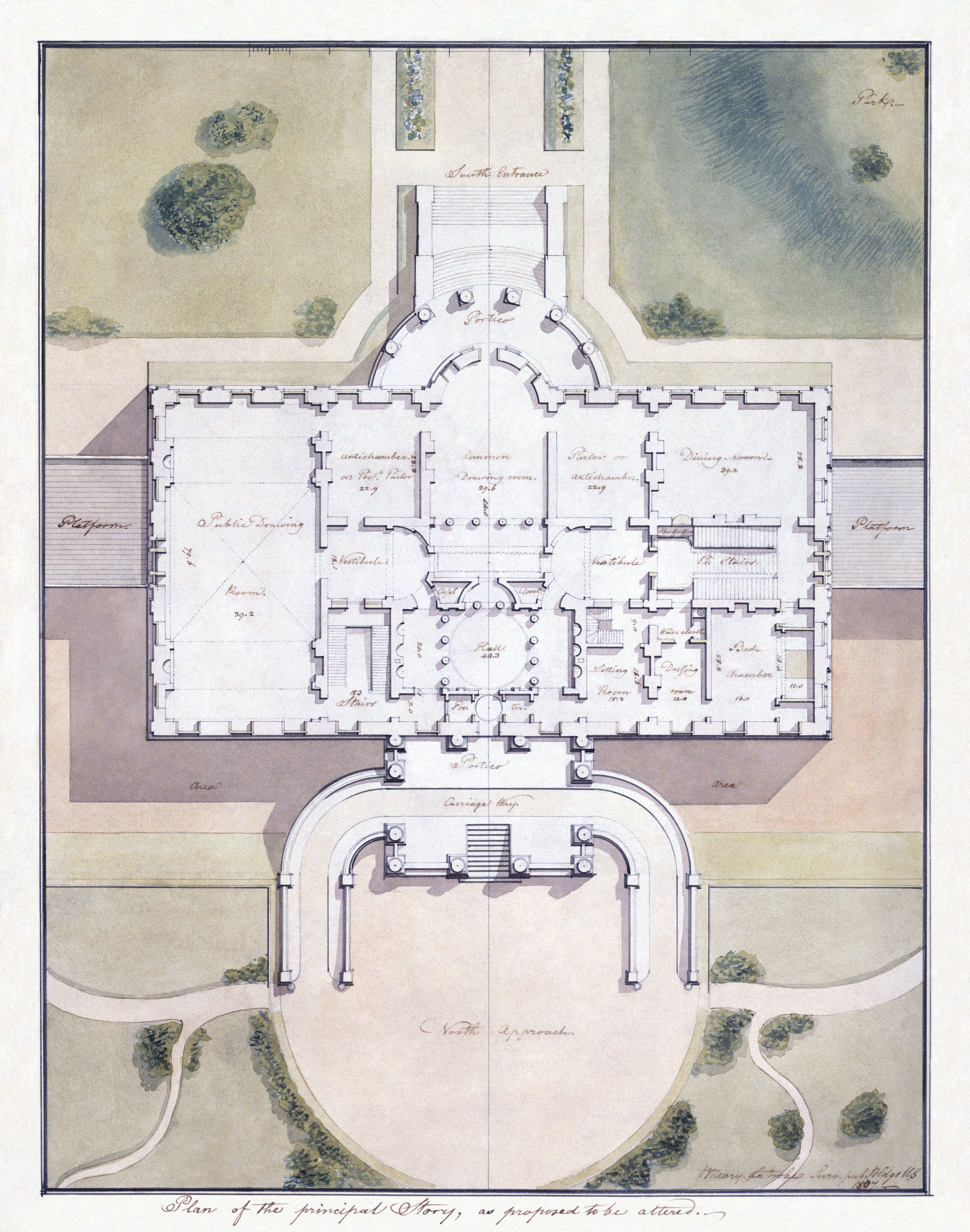
La pianta originaria del complesso (1807)

Situato al numero 1600 della Pennsylvania Avenue NW il gruppo di edifici che ospita la presidenza è noto come il complesso della Casa Bianca. Si compone della Executive Residence centrale e di due ali laterali, l'East Wing e la West Wing, collegate alla palazzina centrale da due colonnati. Il capo usciere coordina le operazioni domestiche quotidiane. La Casa Bianca comprende: 6 piani e 5.100 m 2 di superficie, 132 stanze e 35 bagni, 412 porte, 147 finestre, 28 caminetti, 8 scale, 3 ascensori, 5 chef a tempo pieno, un campo da tennis, una pista da bowling (a una corsia), un cinema (ufficialmente chiamato White House Family Theater), una pista da jogging, una piscina e un putting green. Riceve fino a 30.000 visitatori ogni settimana.
Costruita sulle orme dello stile palladiano, la villa si presenta come un grande parallelepipedo appoggiato su un basamento rialzato, affiancato dalle ali laterali le quali sono visibili solo dall'ingresso sud. Due ordini di finestre, al piano terra con cornici di gusto rinascimentale, quelle del piano nobile semplici ed eleganti nello stesso tempo. Lesene di ordine gigante scandiscono la facciata alternandosi alle finestrature. Il tetto è circondato da un'elegante balaustra. L'ingresso nord presenta un alto pronao: otto colonne ioniche sorreggono un frontone triangolare.

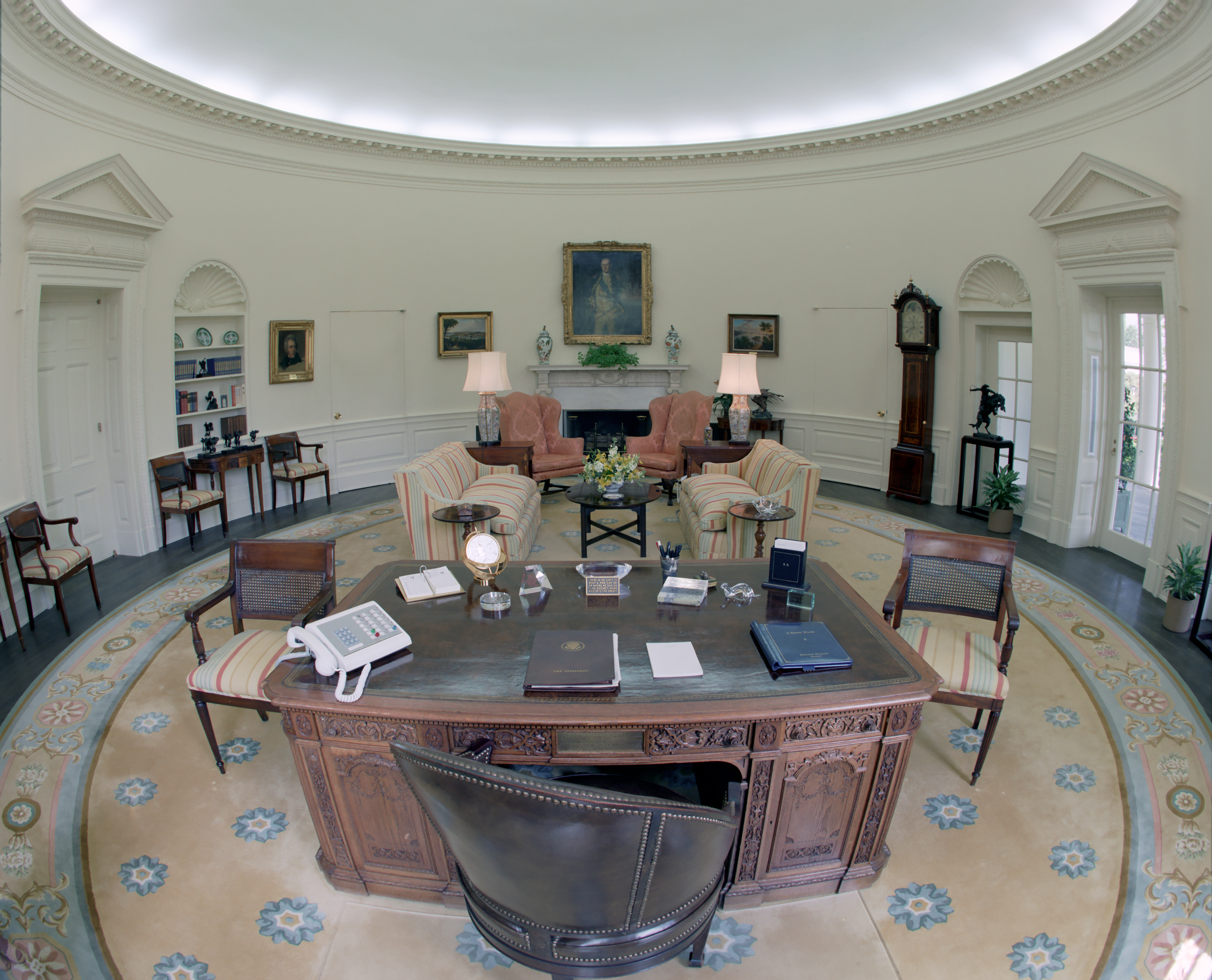
Lo Studio Ovale

Il lato sud è caratterizzato invece da un avancorpo curvilineo che segue l'andamento ovale delle tre stanze ovali sovrapposte, nel basamento la diplomatic Reception Room, a piano terra la blue Room e al primo piano la yellow oval room. L'aspetto della facciata meridionale richiama fedelmente quello del castello di Rastignac in Francia e ha lasciato supporre un'influenza tra i due progetti. Il famoso Studio Ovale del presidente si trova nell'ala ovest (West Wing). L'aspetto del complesso è quello di un edificio imponente ma leggero. Gli interni sono eleganti ma non ricchissimi di decoro, il quale rimane piuttosto lineare.
Voci non confermate attestano che sotto la residenza presidenziale si trovi una rete di stanze sotterranee di sicurezza, che servirebbero al presidente e al suo staff da rifugio in caso di emergenza.

### Piante

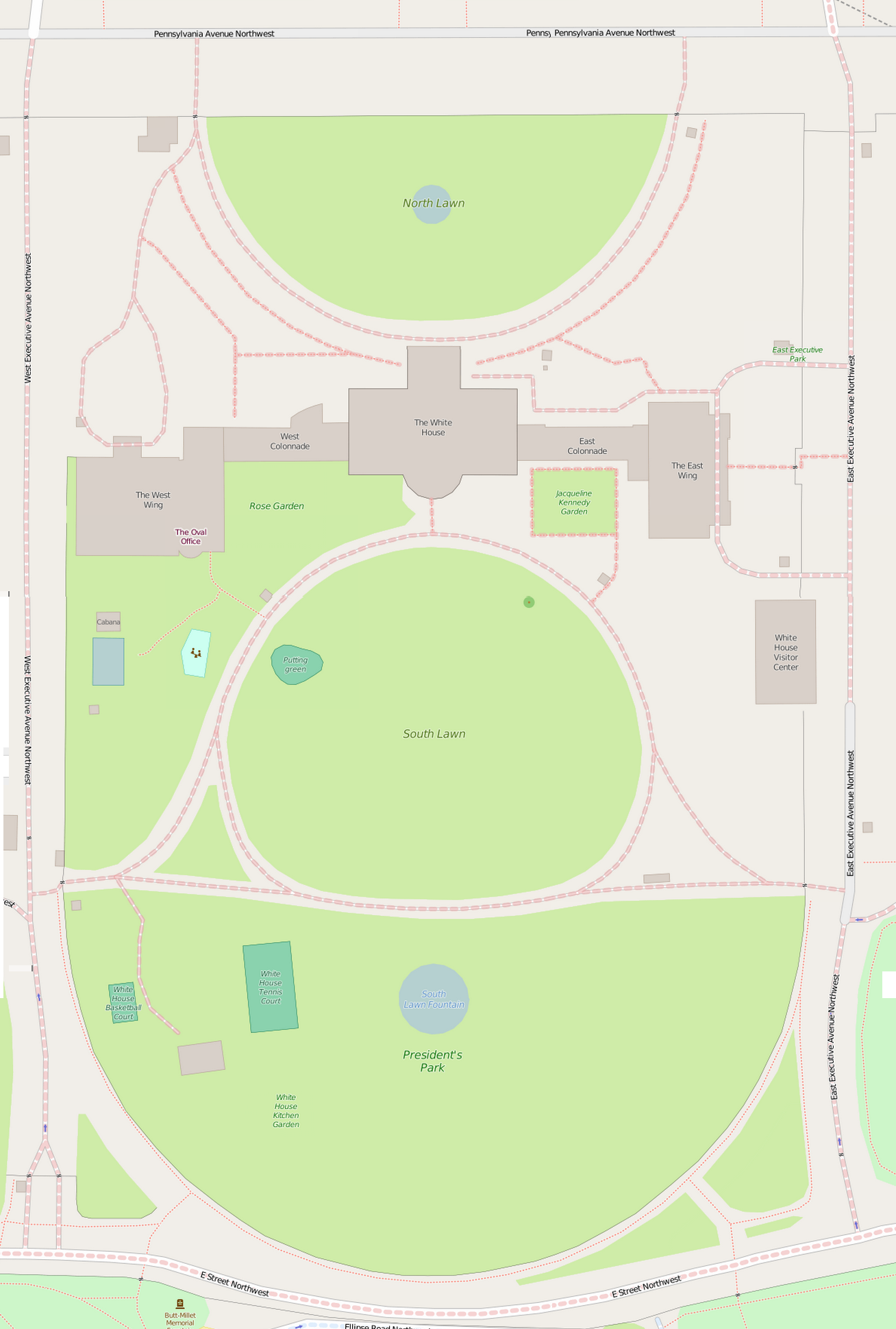
Layout esterno della casa
Complesso della Casa Bianca
ala ovest
Piano terra
Piano superiore
Secondo piano (residenze)

## Festività celebrate alla Casa Bianca

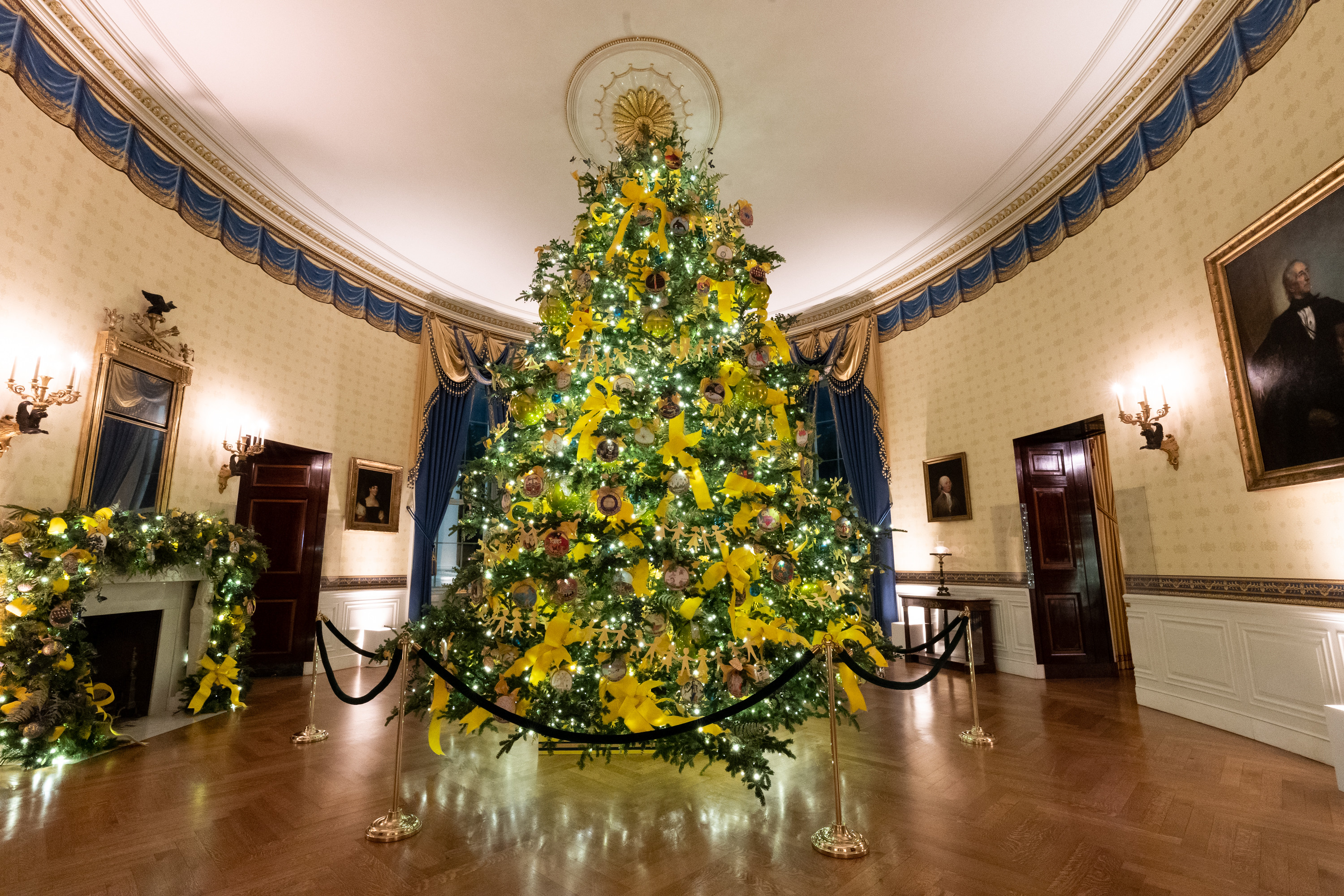
L'albero di Natale della Casa Bianca nel dicembre 2020

### L'albero natalizio
All'interno della Casa Bianca durante le festività natalizie viene realizzato da lungo tempo un grande albero di Natale, che diviene l'albero ufficiale della Presidenza degli Stati Uniti d'America.
Ancora oggi molto dibattuta è la questione su quale sia stato il primo albero natalizio addobbato all'interno della Casa Bianca: alcuni sostengono che il primo Presidente a realizzarlo fu Franklin Pierce tra il 1853 ed il 1856, mentre altri asseriscono che il primo albero fu presente sotto la presidenza di Benjamin Harrison tra il 1888 ed il 1891.
Nel 1929 la first lady Lou Henry Hoover inaugurò la tradizione che prevede, tra i compiti della First Lady, anche quello di addobbare personalmente l'albero natalizio della casa presidenziale. Dopo aver prescelto il tema natalizio a cui ispirarsi, la First Lady rilascia un comunicato stampa in cui spiega le ragioni della sua scelta: ad esempio, nel 2015, Michelle Obama ha addobbato l'albero natalizio e lo ha "dedicato a tutti i membri del nostro Servizio Nazionale, ai veterani e alle loro famiglie. L'albero ha anche dei messaggi augurali di speranza per le nostre truppe, ed ha dei simboli patriottici di colore rosso, bianco e blu".
Ogni anno l'albero è selezionato tra le centinaia di aziende americane specializzate nella coltivazione di alberi natalizi, e secondo una classifica lo stato del Nord Carolina è quello tra tutti che ha fornito più alberi presidenziali: ben 16.
Oltre all'albero principale, durante le festività natalizie quasi ogni stanza della Casa Bianca ha un suo albero di Natale e altri sono presenti nel giardino presidenziale. Nel 1997, ad esempio, ce ne erano 36.

### Halloween

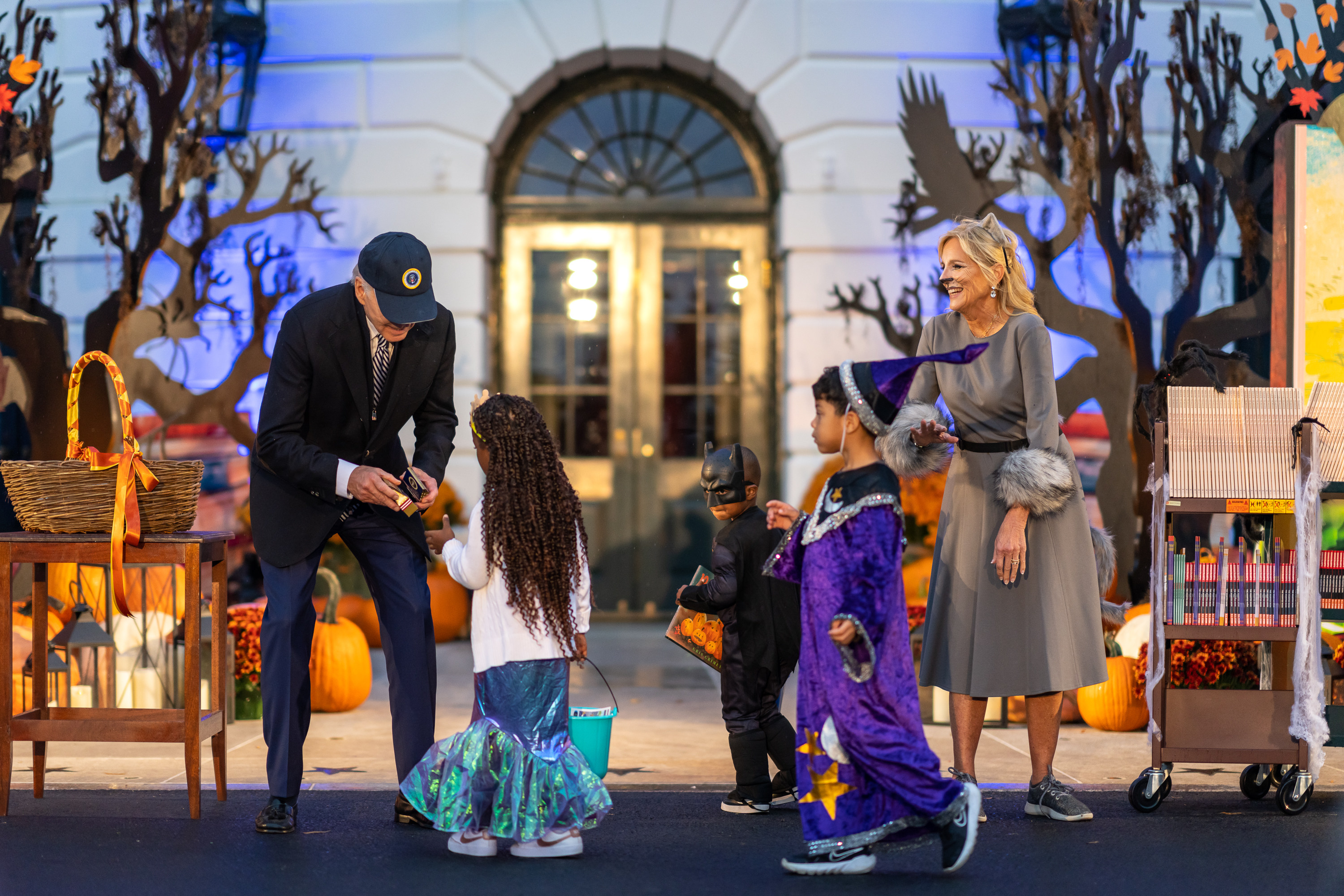
Il presidente Biden e la first lady Jill Biden celebrano il tradizionale "dolcetto o scherzetto".

Durante la settimana di Halloween, ad ottobre la Casa Bianca celebra la tradizione venendo ornata di decorazioni come zucche intagliate, scheletri, ragnatele giganti e fantasmi; la prima celebrazione è avvenuta nel 1958 con la first lady Mamie Eisenhower.
Con l'arrivo dei Kennedy alla presidenza, furono il presidente Jhon F. Kennedy e la first lady Jacqueline Kennedy ad introdurre il tradizionale "dolcetto o scherzetto" specialmente per i loro figli ma che poi ha continuato ad essere portato avanti dalle famiglie presidenziali dapprima solo con amici e personale (ad esempio la figlia del presidente Carter, Amy nel 1977 organizzò una festa per il suo decimo compleanno a tema Halloween con le amiche), successivamente accogliendo ogni anno alcuni bambini delle scuole locali per donare dolcetti e leccornie.

### Pasqua e l'Easter Egg Roll
Per celebrare la domenica di Pasqua è tradizione da quasi 150 anni che il Presidente e la First Lady organizzino, sul prato sud della Casa Bianca per i bambini (di età pari o inferiore a 13 anni) e i loro genitori, il lunedì dopo l'Easter Egg Roll: il gioco consiste nel far rotolare le uova, normalmente su dell'erba o su una collina, e vince chi riesce a far rotolare un uovo più a lungo senza romperlo.

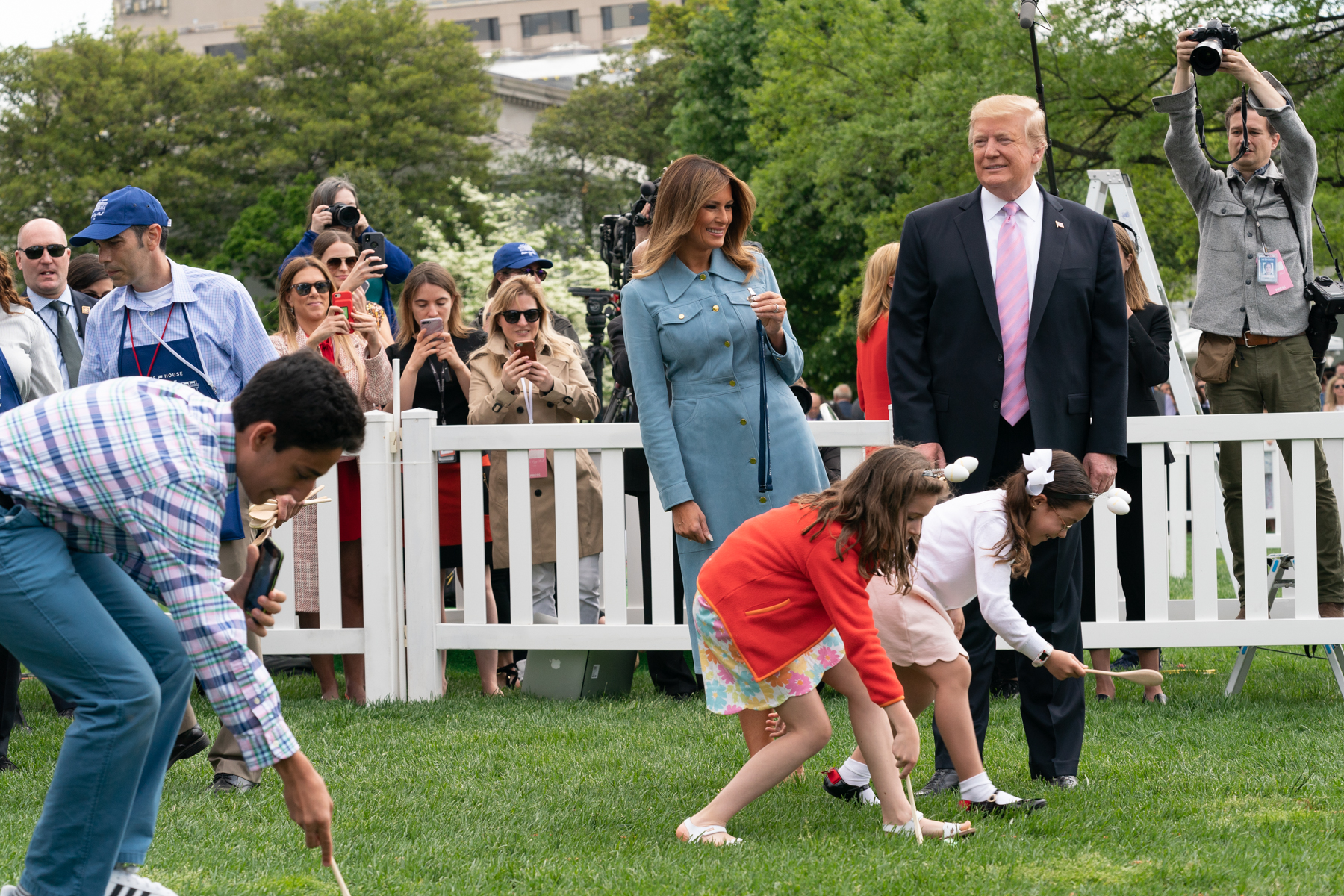
Il presidente Donald Trump e la first lady Melania partecipano allEaster Egg Roll sul prato sud della Casa Bianca, 22 aprile 2019

Secondo gli archivi ufficiali, l'usanza di questo evento risalirebbe al 1878 con il primo evento ufficiale sotto la presidenza di Rutherford Hayes ma che addirittura sia avvenuto prima dall'idea della first lady Dolley Madison, moglie del Presidente James Madison, cominciò l'evento nel 1814 e centinaia di bambini portarono le loro uova decorate per partecipare alla competizione oppure che sarebbe avvenuto con alcune feste informali sotto la presidenza di Abraham Lincoln. In origine si teneva nel giardino del Campidoglio ma nel 1877 fu piantato un nuovo prato e i giardinieri cancellarono l'evento. Il Congresso quindi emise una legge che rendeva illegale trasformare i prati in parchi giochi per bambini. La pratica fu abbandonata durante la presidenza di Franklin D. Roosevelt e fu ripristinata durante quella di Dwight D. Eisenhower.
Le altre attività correlate all'interno del prato della residenza presidenziale sono la caccia alle uova, le decorazioni dei biscotti e le storie raccontate ai bambini da membri dello staff, il tutto scambiandosi e gustando le uova di cioccolato.
Dal 1977 l'American Egg Board presenta l'uovo di Pasqua commemorativo della First Lady.